# Torkel Weis-Fogh
Torkel Weis-Fogh (25. marts 1922 - 13. november 1975) var en dansk zoolog og professor på University of Cambridge og Københavns Universitet. Han er bedst kendt for sine bidrag til forståelse af insekters flyvning, særligt klap og slynge-mekanismen hos meget små insekter. James Lighthill kaldte dette Weis-Fogh mekanismen for opdrift.
Han blev født i Aarhus og blev uddannet på Københavns Universitet.

## Hæder
The Hanne and Torkel Weis-Fogh fond er navngivet efter ham.